# Gustav Schüler (Schriftsteller)
Gustav Schüler (* 27. Januar 1868 in Neureetz; † 20. August 1938 in Bad Freienwalde (Oder)) war ein deutscher Schriftsteller. Gustav Schülers veröffentlichtes literarisches Werk umfasst mehr als 20 Bücher. Der Dichter Schüler verfasste weit mehr als 1.500 Gedichte, darüber hinaus arbeitete er auch als Erzähler und Dramatiker.

## Leben

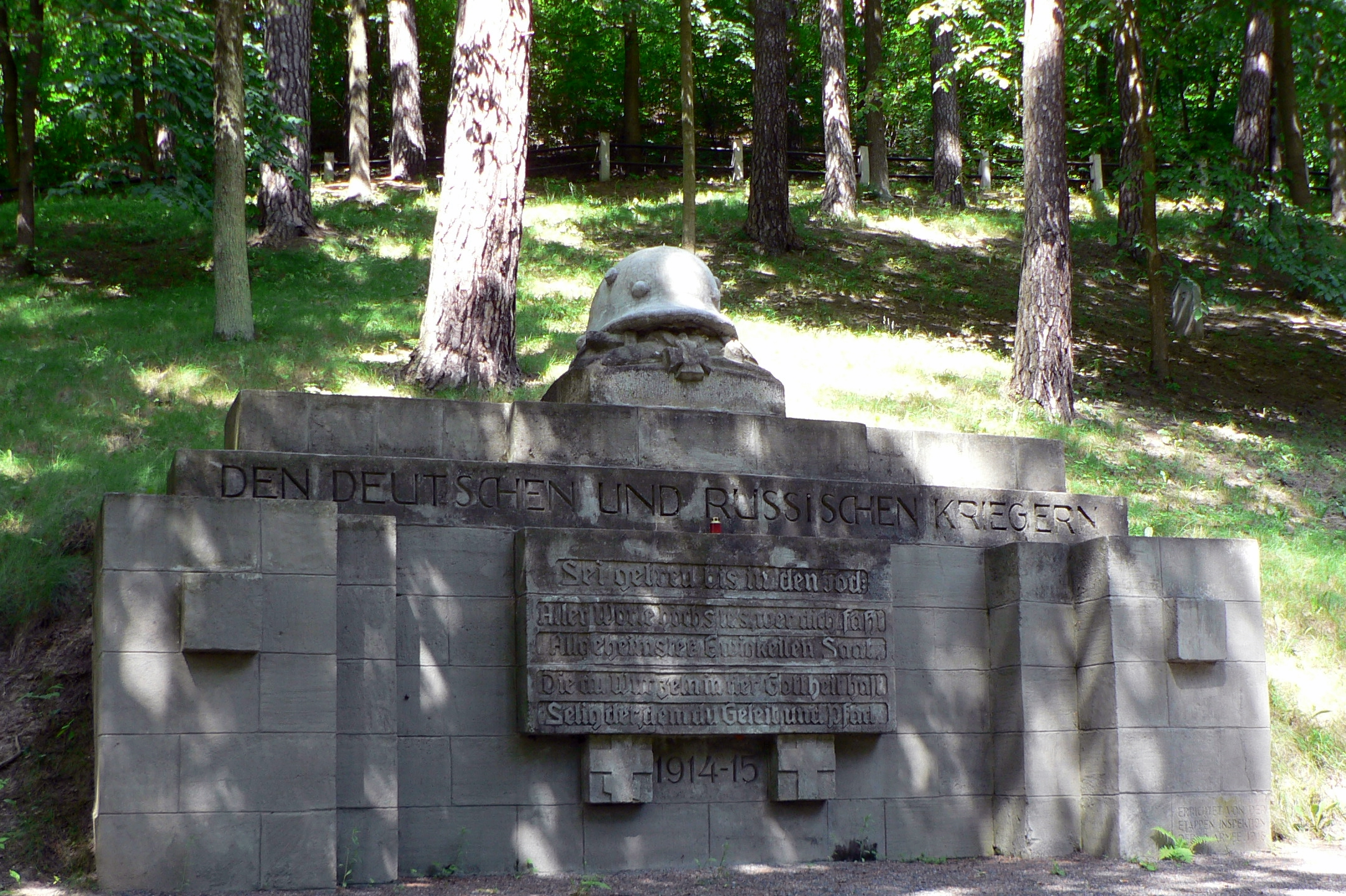
Ehrenmal auf dem litauischen Friedhof Antakalnis mit einem Vers von Gustav Schüler

Gustav Schüler wurde in Königlich Reetz Nummer 26 (heute Neureetz einem Ortsteil von Oderaue) geboren und wuchs hier in ärmlichen Verhältnissen auf. Im Jahre 1883 besuchte er ein Lehrerseminar in Königsberg in der Neumark und war einige Jahre als Lehrer tätig. Später arbeitete er als Zeitungsredakteur in Itzehoe, Hamburg, Berlin und Frankfurt (Oder). Er war in einem Briefwechsel unter anderem mit Detlev von Liliencron, Hermann Hesse, Emil von Schoenaich-Carolath, Börries Freiherr von Münchhausen und Ernst von Wildenbruch. Seit 1903 arbeitete er als freier Schriftsteller.
1910 heiratete er Elisabeth Kahnmeyer aus Braunschweig in Hahnenklee im Harz. Sie hatten einen Sohn mit Namen Ernst-Gustav (* 1912) und eine Tochter mit dem Namen Lia (* 1915).
Schüler verfasste weit über 1000 Gedichte mit den Schwerpunkten Gott, Natur und Heimat. Einige Gedichte wurden vertont (unter anderem in op. 31 von Ulrich Hildebrandt) und in die kirchlichen Gesangbücher übernommen. Anlässlich seines 70. Geburtstages wurden ihm viele Ehrungen zuteil. Neben der Luther-Medaille war er der erste Preisträger der Kurmärkischen Schrifttumsstiftung.
Von 1921 bis zu seinem Tode war Bad Freienwalde seine Heimatstadt. Heute existiert hier ein Gustav-Schüler-Weg. Sein Grab in Bad Freienwalde ist nicht überliefert.
Zum 150. Geburtstag des Dichters Gustav Schüler veröffentlichte der Martin Werhand Verlag im Januar 2018 den Band Bergnebel in der Lyrik-Klassiker-Reihe 50 zeitlose Gedichte.

## Werke (Auswahl)
- „Gedichte“, (Lyrik), Verlag Renaissance, Schmargendorf-Berlin, 1900
- „Hornrufe: Lieder und Gedichte“, (Lyrik), Verlag Renaissance, Schmargendorf-Berlin, 1904
- „Die Leichenwürmer: Eine Komödie zwölf Schuh unter der Erde: In einem Akt“, (Theaterstück), Verlag Renaissance, Schmargendorf-Berlin, 1904
- „Andacht und Freude: Lieder und Gedichte“, (Lyrik), Verlag Renaissance, Schmargendorf-Berlin, 1905
- „Auf den Strömen der Welt zu den Meeren Gottes“, (Lyrik), Verlag Renaissance, Schmargendorf-Berlin, 1908
- „Prinz Emil von Schoenaich-Carolath als Mensch und Dichter“, (Sachbuch), Göschen Verlag, Leipzig, 1909
- „Balladen“, (Lyrik), Fritz Eckardt Verlag, Leipzig, 1909
- „Vergessene Lieder: ein Beitrag zur Geschichte der deutschen Lyrik“, (Lyrik), Cotta-Verlag, Stuttgart-Berlin, 1910, Gustav Schüler (Hrsg.)
- „Mitten in der Brandung“, (Lyrik), Fritz Eckardt Verlag, Leipzig, 1911
- „Von Stundenleid und Ewigkeit“, (Lyrik), Fritz Eckardt Verlag, Leipzig, 1914
- „Balladen und Bilder“, (Lyrik), Cotta-Verlag, Stuttgart-Berlin, 1914
- „Gottsucher-Lieder“, (Lyrik), Cotta-Verlag, Stuttgart-Berlin, 1914
- „Wider die Welt ins Feld! September 1914“, (Lyrik), Bln Warneck Verlag, 1914
- „In Waffen und Wahrheit!“, (Lyrik), Verlag Strauch, Leipzig, 1915
- „Unerschütterlich bereit!: Deutsche Kriegslieder 1914/15 - Folge 2.“, (Lyrik), Verlag Strauch, Leipzig, 1915
- „Gottes Sturmflut: Religiöse Gedichte für die Kriegszeit“, (Lyrik), Cotta-Verlag, Stuttgart-Berlin, 1917
- „Spiegelscherben vom Ewigen“, (Lyrik), Friedrich Reinhardt Verlag, Basel, 1924
- „Meine grüne Erde“, (Lyrik), Cotta-Verlag, Stuttgart-Berlin, 1925
- „Singe dich, Seele, in Gott hinein! 57 Lieder … mit neuen Choralweisen“, (Lyrik), Verlag Trowitzsch & Sohn, Berlin, 1927 Karl Fangauf (Hrsg.)
- „Poetische Erzählungen und Balladen“, (Erzählungen + Lyrik), A. Graff Verlag, Braunschweig, 1927
- „Heilige Heimat“, (Lyrik), Kranzverlag (d. Christl. Zeitschriftenvereins), Berlin, 1928
- „Ein Perlenkettlein: Verse“, (Lyrik), E. Müller Verlag, Barmen, 1928
- „Singt ein Pfad sich in die Felder: Neue Lieder vom Herzen der Heimat“, (Lyrik), C. Bertelsmann Verlag, Gütersloh, 1929
- „Lichtgeläut vom ewigen Tag: Neue Gedichte“, (Lyrik), C. Bertelsmann Verlag, Gütersloh, 1929
- „All mein Gehen ist Weg zu Dir“, (Lyrik), E. Salzer Verlag, Heilbronn, 1929
- „Von Tieren und Narren: Bilderbuch aus meiner Heimat“, (Erzählungen), Cotta-Verlag, Stuttgart-Berlin, 1930
- „In der Hut der Gotteshände: Neue religiöse Gedichte“, (Lyrik), E. Salzer Verlag, Heilbronn, 1933
- Wo bist du, Gott ?: Gedichte des Trostes und der Zuversicht., Norderstedt 2002, ISBN 3-8311-0142-6. (online bei Google Book Search). (Hrsg.) Inge-Elisabeth Kratzmann-Schüler
- Schwinge wird, was Schwere war – Gustav Schüler: Leben und Werk., Norderstedt 2015, ISBN 978-3-7392-5261-2. (Hrsg.) Inge-Elisabeth Kratzmann-Schüler
- Bergnebel: 50 zeitlose Gedichte, (Lyrik), Martin Werhand Verlag, Melsbach, 2018, ISBN 978-3-96175-099-3.

## Vertonungen
- Wirf deine Nöte auf den Herrn! (Gustav Schüler). Karl Friedrich Gerok. (Für gemischten Chor.) Musikverlag Johannes Jehle, Ebingen um 1917